# Григорий Сяноцки
Григорий Сяноцки (на латински: Gregorius Sanoceus; на полски: Grzegorz z Sanoka) (Санок, 1403 или 1407 – 29 януари 1477, Рохатин) е полски епископ, професор в Краковската академия, архиепископ на Лвов, учен, философ и основна фигура на полския хуманизъм.

## Живот
Той напуска дома си на дванадесет години и през следващите десет години пътува из Европа, включително Германия, където научава езика.
След продължително обучение в чужбина през 1421 г. той се завръща и първоначално учи в Краковската академия, като служи като хормайстор. Завършва през 1433 г., назначен е за учител на децата на Ян Тарновски и пътува със семейството си до Италия. Той привлича вниманието на папа Евгений IV и учи във Флоренция. След завръщането си в Полша през 1439 г. той е професор по гръко-римска поезия и италианска литература в Краковската академия.
Участва във Варненския кръстоносен поход през 1444 г. като капелан на Владислав III и нотариус на кралската канцелария. Официално назначен учител на Матяш Корвин. Става архиепископ на Лвов през 1451 г. и пионер на полския хуманизъм. Събира учени и поети в своята резиденция в Дунайов.

## Допълнително четиво
- G. R. Elton. The New Cambridge Modern History. Т. 2, The Reformation, 1520 – 1559.   Cambridge University Press, 1990. ISBN 9780521345361. с. 752.

|  | Тази страница частично или изцяло представлява превод на страницата Gregory of Sanok в Уикипедия на английски. Оригиналният текст, както и този превод, са защитени от Лиценза „Криейтив Комънс – Признание – Споделяне на споделеното“, а за съдържание, създадено преди юни 2009 година – от Лиценза за свободна документация на ГНУ. Прегледайте историята на редакциите на оригиналната страница, както и на преводната страница, за да видите списъка на съавторите. ВАЖНО: Този шаблон се отнася единствено до авторските права върху съдържанието на статията. Добавянето му не отменя изискването да се посочват конкретни източници на твърденията, които да бъдат благонадеждни. |